# Anomis albipuncta
Anomis albipuncta là một loài bướm đêm trong họ Erebidae.